# Дюссен, Ноэ
Ноэ Дюссен (фр. Noë Dussenne; родился 7 апреля 1992 года, Монс, Бельгия) — бельгийский футболист, защитник клуба «Стандард».

## Карьера
Ноэ Дюссен является воспитанником «Монса». За клуб дебютировал в матче против «Эйпена». 15 июля 2012 перешёл в аренду в «Тюбиз». За клуб дебютировал в матче против «Ломмела». Свой первый гол забил в ворота «Брюсселя». Всего за «Тюбиз» Дюссен сыграл 28 матчей, где сделал два результативных действия. Свой первый гол за «Монс» забил в ворота футбольного клуба «Васланд-Беверен». Всего за клуб сыграл 27 матчей, где забил 2 мяча.
1 июля 2014 года перешёл в «Серкль Брюгге». За клуб дебютировал в матче против «Гента». Свой первый гол забил в ворота «Шарлеруа». В матче против «Васланд-Беверен» получил две жёлтые карточки. Всего за «Серкль Брюгге» сыграл 35 матчей, где забил 2 мяча.
1 июля 2015 года перешёл в «Мускрон-Перювельз». За клуб дебютировал в матче против «Шарлеруа». Свой первый гол забил в ворота «Брюгге». Из-за перебора жёлтых карточек пропустил матч против «Стандарда». В матче против «Гента» удалился. Всего за «Мускрон-Перювельз» сыграл 41 матч, где забил 6 мячей.
25 августа 2016 года перешёл в «Кротоне». В первом же матче за клуб против «Эмполи» получил две жёлтые карточки. 29 августа 2017 года перешёл в аренду в «Гент». За клуб дебютировал в матче против «Генка». Всего за «Кротоне» и «Гент» сыграл 15 матчей, где получил 3 жёлтые карточки.
17 августа 2018 года вернулся в «Мускрон». За клуб дебютировал в матче против «Эйпена». В матчах против «Сент-Трюйден» и «Зюлте-Варегем» получал две жёлтые карточки, а матч с «Локереном» пропустил из-за перебора жёлтых карточек. Свой первый гол забил в ворота «Васланд-Беверен». Всего за клуб сыграл 30 матчей, где забил 1 мяч.
7 августа 2019 года перешёл в «Стандард». За клуб дебютировал в матче против «Сент-Трюйден». 30 августа 2019 года разорвал крестообразную связку и выбыл до досрочного прекращения сезона. Свой первый гол забил в ворота «Остенде». Из-за перебора жёлтых карточек пропустил матч против «Эйпена». 26 августа получил мышечную травму и выбыл на 11 дней.
Играл за сборные Бельгии до 19 и до 20 лет, где провёл три матча.